# Sugar Palm
Albums de Anna Tsuchiya
Rule
(2010)
Sugar Palm est le deuxième mini-album en solo de Anna Tsuchiya. Il sort le 11 mars 2014 au Japon sous le label Mad Pray Records de la maison de disque Avex Trax. Il atteint la 279e place du classement de l'Oricon et reste classé pendant une semaine.

## Liste des titres
| 1. | Sugar Palm                                                                 |  |
| 2. | Up to You                                                                  |  |
| 3. | Melt Into Blue                                                             |  |
| 4. | Stayin' Alive (Limited Invitation Live at ABS RECORDING HALL 2012.09.22)   |  |
| 5. | Voyagers (Limited Invitation Live at ABS RECORDING HALL 2012.09.22)        |  |
| 6. | From a Distance (Limited Invitation Live at ABS RECORDING HALL 2012.09.22) |  |
| 7. | Brave Vibration (Limited Invitation Live at ABS RECORDING HALL 2012.09.22) |  |

| 1. | Melt Into Blue |  |
| 2. | Forever        |  |
| 3. | Ave Maria      |  |